# El Kbab
El Kebab (en arabe : القباب) est une ville du Maroc de la province de Khénifra construite au pied d'un rocher surplombant la vallée de Srou, capitale de la tribu Ichkern.

## Histoire
La région d'El Kebab appartenait jadis à la confédération d'Ichkern comprenant les tribus Imzinaten, Ait Yacoub Ou Issa et Ait Hmad Ou Issa.  Les Ichkerns ont joué un rôle déterminant dans la la bataille d'Elhri au côté des Zayanes le 13 novembre 1914, sous la conduite de Mouha ou Hammou Zayani, ce qui contribuera à leur victoire contre les Français malgré la rivalité qui existait avec les Zayanes au XIXe siècle au temps du sultan alaouite Hassan Ben Mohammed qui avait mené une campagne de soumission face aux Ichkerns dans le cadre de sa lutte contre les zaouïas influentes  défiant l'autorité du Makhzen (en particulier Sidi Ali Amhaouch).
La position géographique d'El Kebab, qui surplombe la plaine oued Srou permit la surveillance des assaillants et l'acheminement des renforts d'Ichkerns par les cavaliers venues de toute la région pour encercler la colonne française sous le commandement de l'officier Laverdure le 13 novembre 1914.

## Généralités
Administrativement annexé à la province de Khénifra, berceau de la fameuse tribu Ichkern, El Kebab est pour ainsi dire une bourgade dont les abords et le centre-ville occupent le versant d'une grande colline boisée en conifères (variété de pins), et se trouvent aussi flanqués d'une falaise, côté est. Paisible en soi, il offre vers le nord-ouest une belle échappée sur une assez vaste plaine couvrant le hameau de Linda et avec en travers quelques vallons arrosés au nord par la rivière Srou.
À une altitude de 1 517 m, une latitude de 32° 44' 31 Nord et une longitude de 5° 31' 23 Ouest, El Kbab, désigne sémantiquement les différentes ruelles en pente qui le caractérisent. Seulement, cette définition ne semble pourtant pas unanime, attendu que ce nom serait, paraît-il, l’altération d'un petit dôme, al-kubba en arabe, au sommet d'un sanctuaire, qui, toujours sur pieds est édifié  en mémoire d'un saint local. 
Sur le plan géomorphologique, le relief est de nature karstique, qui, de par la décalcification du sous-sol, implique pas mal de dépressions longitudinales autant que circulaires à l'image des dolines, sorte de petits sotchs, qui parsèment les environs d'El Kbab. À cela s'ajoute une structure en causse surtout à la sortie de la ville en direction de Khenifra, bien notable à travers les escarpements rocheux et plusieurs formations ondulantes. Il s'ensuit évidemment un sol bien moins résistant, et qui pis est, encore plus en proie aux forces sismiques, si faibles soient-elles. Dès lors, plus aucun permis de construire n'est en principe délivré pour certaines zones d'El Kebab réputées vulnérables.
Quant à l'économie, quelques activités artisanales relativement dynamiques sont à relever (poterie, fumisterie, menuiserie). Par la fameuse troupe folklorique authentique, gardienne du patrimoine culturel berbère et ce grâce à l'imposante personnalité artistique du maestro Mouhamed ou Lhouceine, véritable ambassadeur de la culture amazigh. La célébrité est bien l'œuvre du ce vieux maître comparable au chef d'orchestre autrichien Herbert von Karajan.
Bien qu'El Kebab soit le plus vieux centre urbain du bassin du Srou (classé urbain dès 1960 avec 2 633 habitants), son site montagneux défavorable et sa situation décalée par rapport aux grands axes routiers ont induit un développement assez lent. Le taux d'accroissement annuel dépasse de peu 2 % depuis 1982, alors qu'il excédait avant cette date 3,6 %. Le souk d'El Kebab est très actif en été, surtout pour les transactions de bétail. Elle est connue par la présence de l'église (chapelle) représentée par Michel Lafon, prêtre diocésain, successeur de l'un des disciples de Charles de Foucauld : le Père Albert Peyriguère. La présence de cette chapelle avait un rôle au début de la colonisation qui entre dans le cadre de la christianisation des tribus berbère mais cela a été un fiasco vu la sensibilité des berbères envers les "Iroumines" (chrétiens) (fraternité d'El Kebab) [PDF] .

## Population
1. La population d'El Kebab est Amazigh parlant le tamazight.